# Pampepato
Il pampepato, o panpepato, o pampapato è un tipo di dolce italiano che si prepara, con alcune differenze, in varie zone della Penisola. Gli ingredienti e la forma variano secondo la zona di produzione, ma di solito include mandorle, nocciole, pinoli, pepe, cannella, noce moscata, arancia e cedro canditi, uva passa, il tutto impastato con o senza cacao, cioccolato, caffè, liquore, miele, farina, mosto cotto d'uva. Il dolce è poi cotto al forno (meglio se in forno a legna). Viene consumato, di solito, come dolce delle festività natalizie. Resta essenzialmente un prodotto artigianale, infatti in alcune zone persiste la preparazione casalinga e la tradizionale usanza dello scambio del dolce accompagnato da un rametto di vischio.

## Storia

### Pampepato ternano
Il "pampepato ternano" viene preparato circa dal XVI secolo. Probabilmente la provenienza è il lontano oriente, portato dalle carovane che trasportavano spezie, intorno alla metà del Cinquecento. Poi, la tradizione italica ha aggiunto sapori locali come le noci, gli agrumi e l'ingrediente "segreto", il mosto cotto ("sapa" o "saba" nell'epoca romana), che è difficile da trovare, ma che a Terni viene imbottigliato appositamente per la preparazione del pampepato. Le prime tracce di una ricetta scritta risalgono intorno al 1800.
È un dolce della tradizione contadina, tipico delle feste perché l'acquisto degli ingredienti, soprattutto le spezie, era molto oneroso. Il pampepato ternano viene preparato dai ternani rigorosamente l'8 dicembre, giorno dell'Immacolata Concezione, all'inizio delle festività ma il periodo, a volte, si prolunga fino al 14 febbraio, festa di san Valentino, patrono della città e degli innamorati. Tradizione vuole che almeno un esemplare ne resti incartato fino al giorno di Pasqua, o addirittura dell'Assunzione (15 agosto); questo testimonia la doti di serbevolezza del prodotto, capace di mantenersi a lungo (almeno tre mesi) senza conservanti. Nella ricetta originale non si trovano le dosi esatte di alcuni ingredienti, perché non esistono indicazioni precise; vengono aggiunti "quanto basta", finché non ha il giusto sapore.
Dall'anno 2020 il pampepato ternano è stato insignito del riconoscimento del marchio IGP.

### Panpepato senese

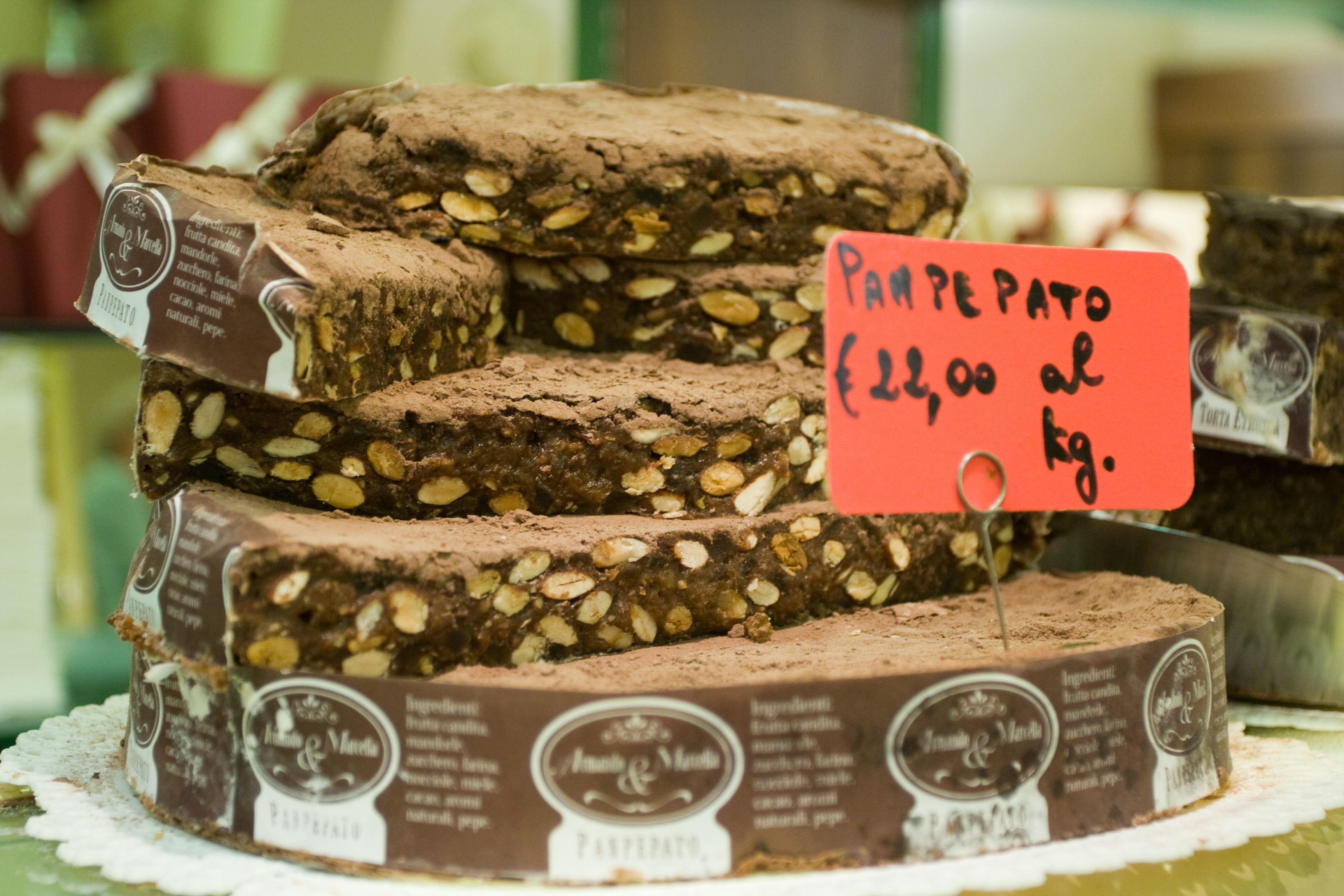
Panpepato senese

Il panpepato di Siena risale al periodo medioevale.
Nell'800, in onore della Regina Margherita, fu fatto un nuovo tipo di panforte, o pampepato, coperto di zucchero a velo, a cui fu dato il nome di Panforte Margherita.

### Pampapato di Ferrara
Le origini del pampapato di Ferrara si ricollegano alla tradizione di preparare i cosiddetti "pani arricchiti" durante le festività natalizie (in dialetto viene anche chiamato "Pan da Nadàl"). La ricetta nacque probabilmente nei conventi di clausura del ferrarese, attorno al XVII secolo, quando lo Stato della Chiesa aveva esteso il suo dominio sul territorio (la stessa etimologia deriverebbe dalla locuzione "Pan del Papa" e la forma del dolce ricorda senza dubbio la forma della papalina) , rielaborando un dolce a base di frutta secca e spezie che veniva preparato nel XV secolo presso la corte ducale degli Estensi ai tempi di Borso d'Este (quando ancora non era conosciuto quello che sarebbe diventato l'ingrediente principale, ovvero il cioccolato).  
Il pampapato di Ferrara infatti è tipicamente a base di cioccolato fondente, sia nell'impasto sia nella glassatura esterna, dello spessore di 4 mm circa. Nocciole, mandorle, pinoli, frutta candita (mostarda), uvetta, noci, cannella, sentore di pepe, predominanza netta dell'aroma di cioccolato fondente, sono i sapori di questo dolce che, ricordiamolo, si deve consumare fresco e morbido, evitandolo se duro e secco (vecchio).

### Panpepato di Anagni
Il Panpepato di Anagni è un panetto a base di frutta secca (noci, mandorle, nocciole, pinoli), cioccolato fondente, mosto di vino cotto (spesso sostituito con il miele) e, buccia d'arancia candita e uvetta. Si distingue da quello ferrarese per un minor uso del cioccolato, totalmente assente nella glassatura, l’assenza della cannella e la presenza del mosto di vino cotto.

## Dolci differenti
Infine, il panpepato non va confuso con il pan di zenzero, altro tipo di impasto speziato usato per fare dolci (gingerbread) e biscotti (Lebkuchen), talvolta impropriamente nominato con questo nome.

## Riconoscimenti
Il pampepato è stato riconosciuto prodotto tradizionale dalla Regione Umbria, dalla Regione Toscana e dalla Regione Emilia-Romagna e inserito nell'apposito elenco del Ministero delle politiche agricole alimentari e forestali.
Il Panpapato di Ferrara o Pampepato di Ferrara ha ottenuto il riconoscimento I.G.P. nel 2015. Il Pampepato di Terni ha ottenuto il riconoscimento I.G.P. dall'Unione Europea Il 23 ottobre 2020.